# 忍冬叉丝壳
忍冬叉丝壳（学名：Microsphaera lonicerae）是属于白粉菌目白粉菌科叉丝壳属的一种真菌，寄生在忍冬属植物上。该种分布于中国、日本、比利时、西班牙、匈牙利、俄罗斯、芬兰、希腊、法国、波兰、罗马尼亚、美国、挪威、南斯拉夫、荷兰、葡萄牙、奥地利、意大利、瑞士、瑞典、德国等地。